# Szóstak (moneta)

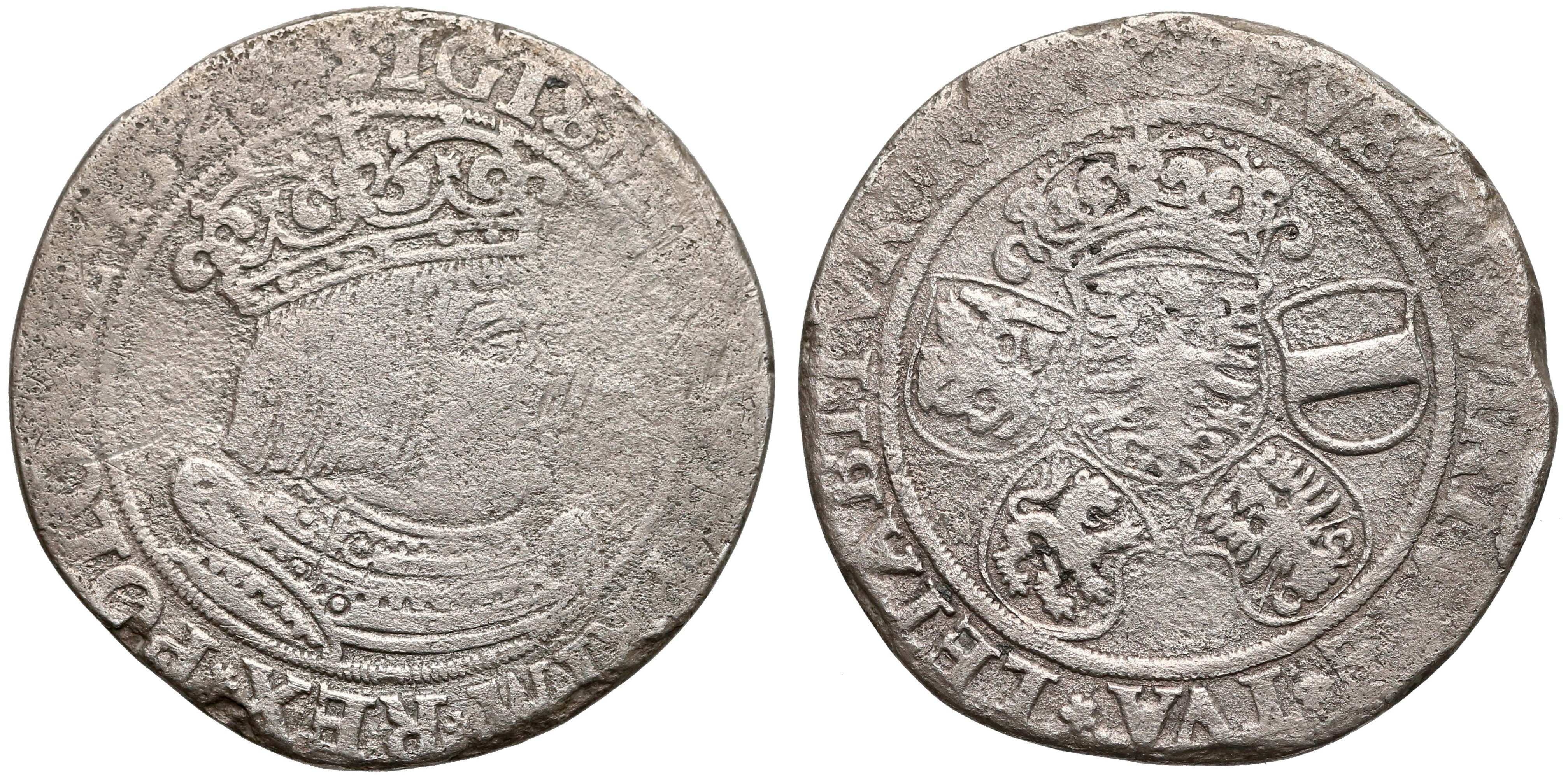
Pierwszy szóstak z 1528 r. z Krakowa

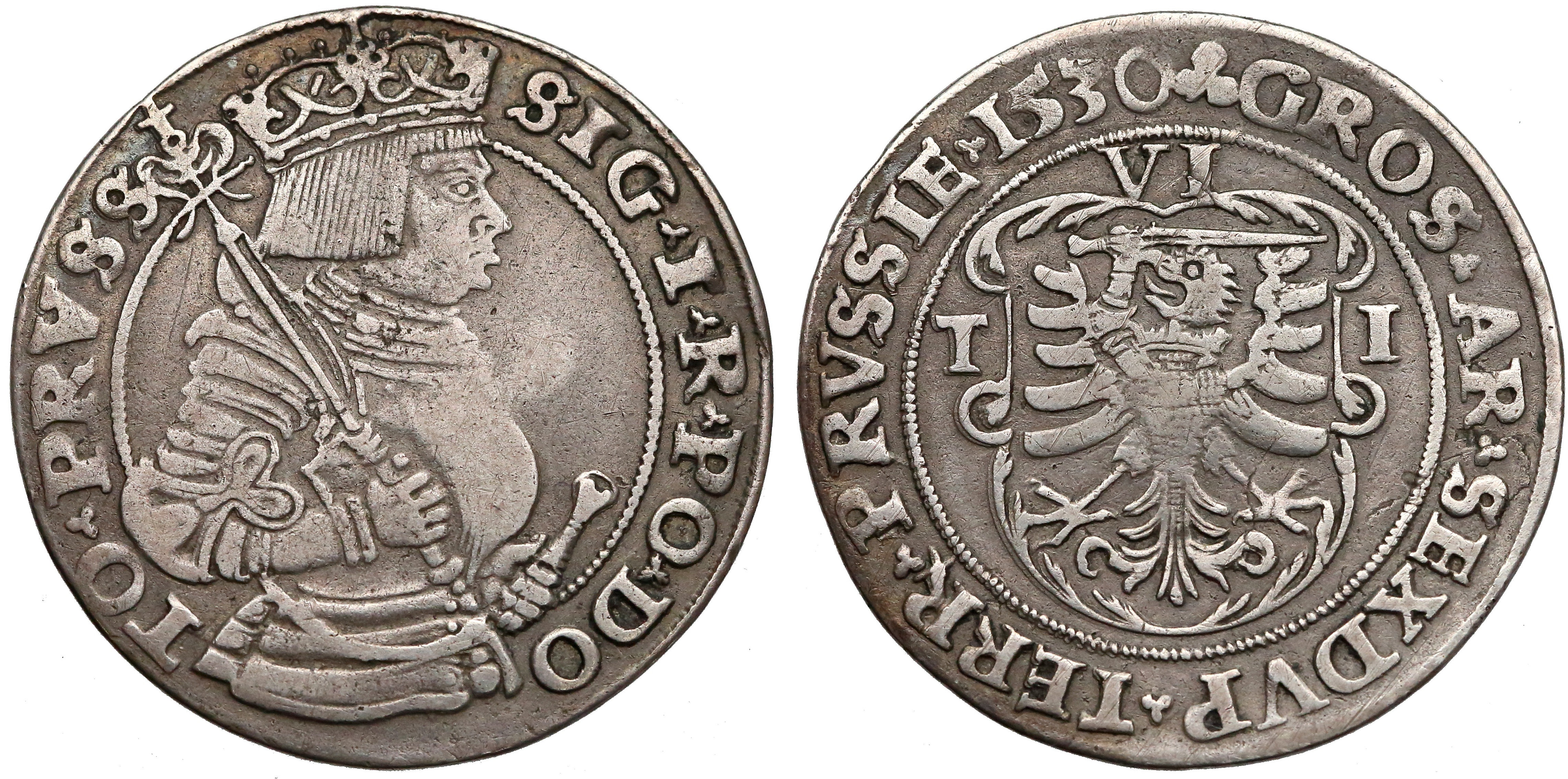
Szóstak polsko-pruski z 1530 r. z Torunia

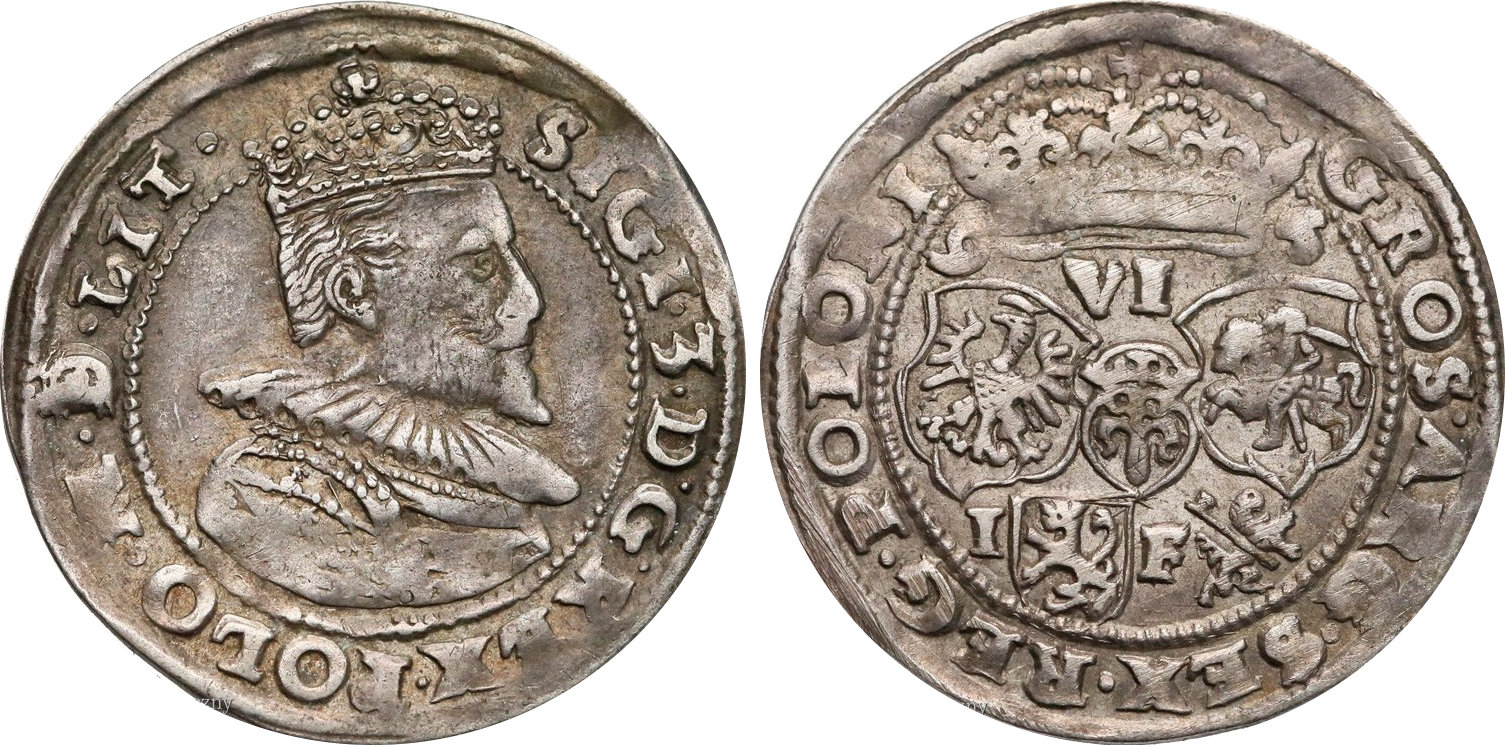
Szóstak koronny (1595) z Lublina

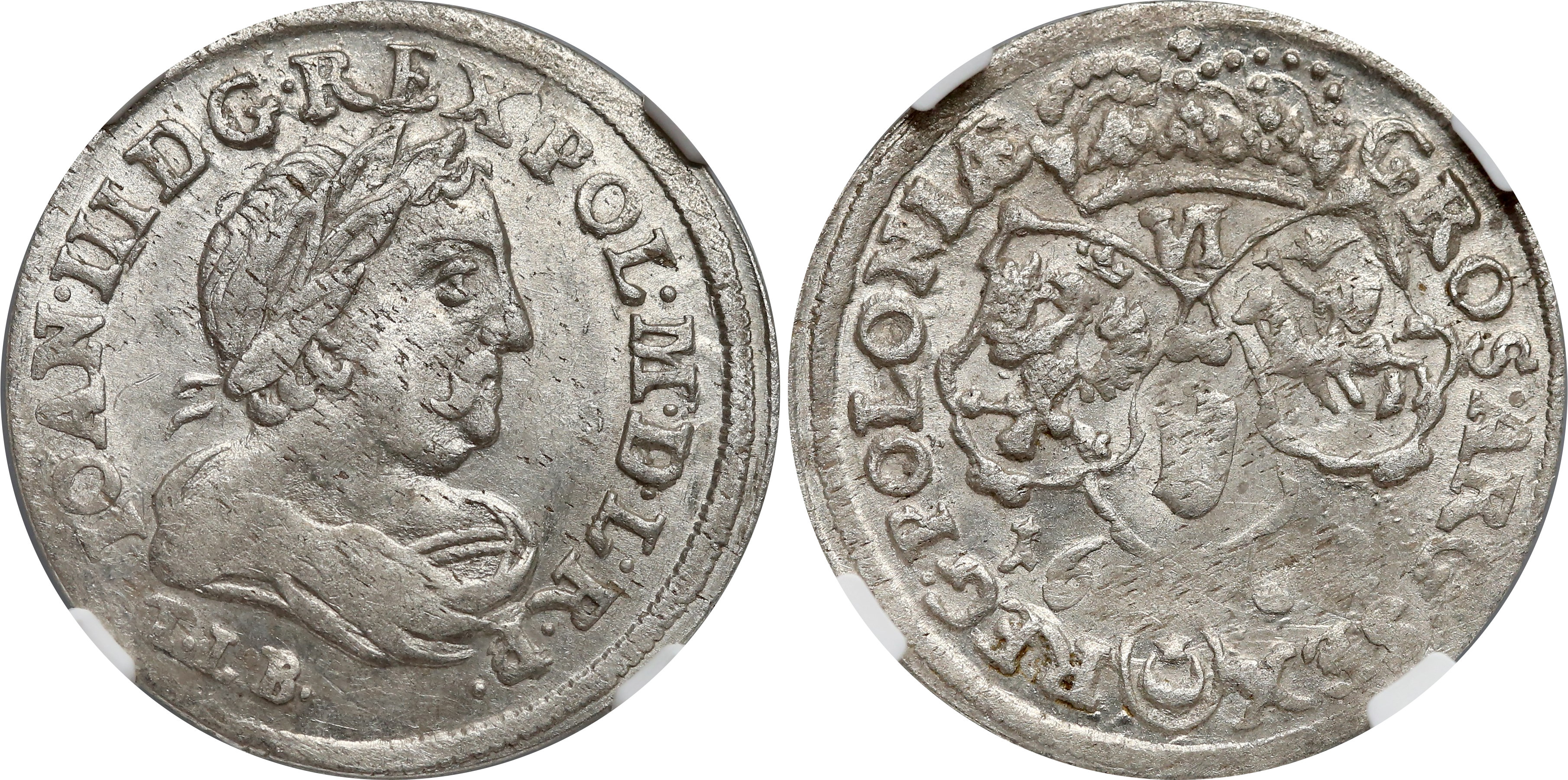
Szóstak koronny (1682) z Bydgoszczy

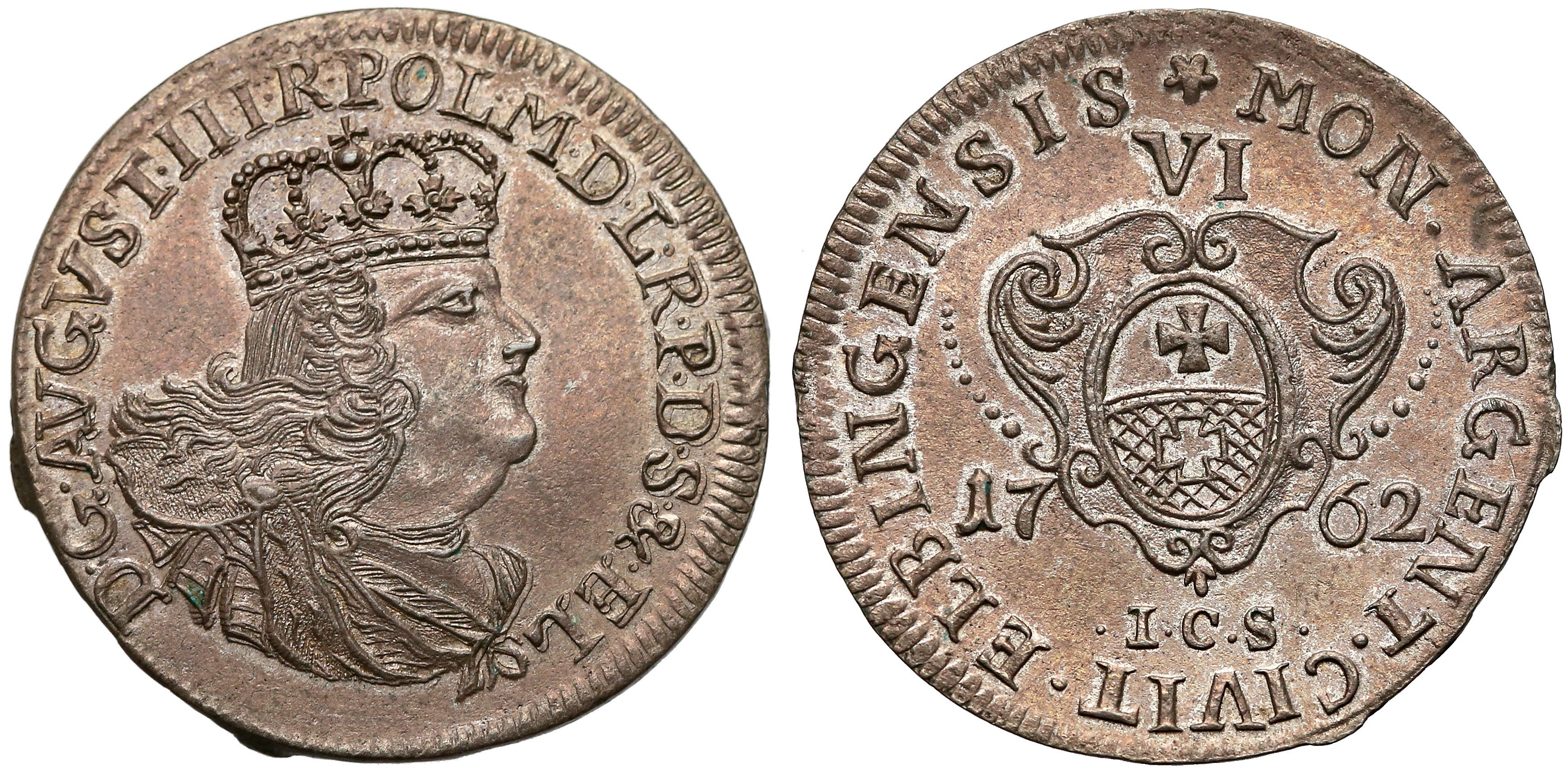
Szóstak miejski Elbląga (1762)

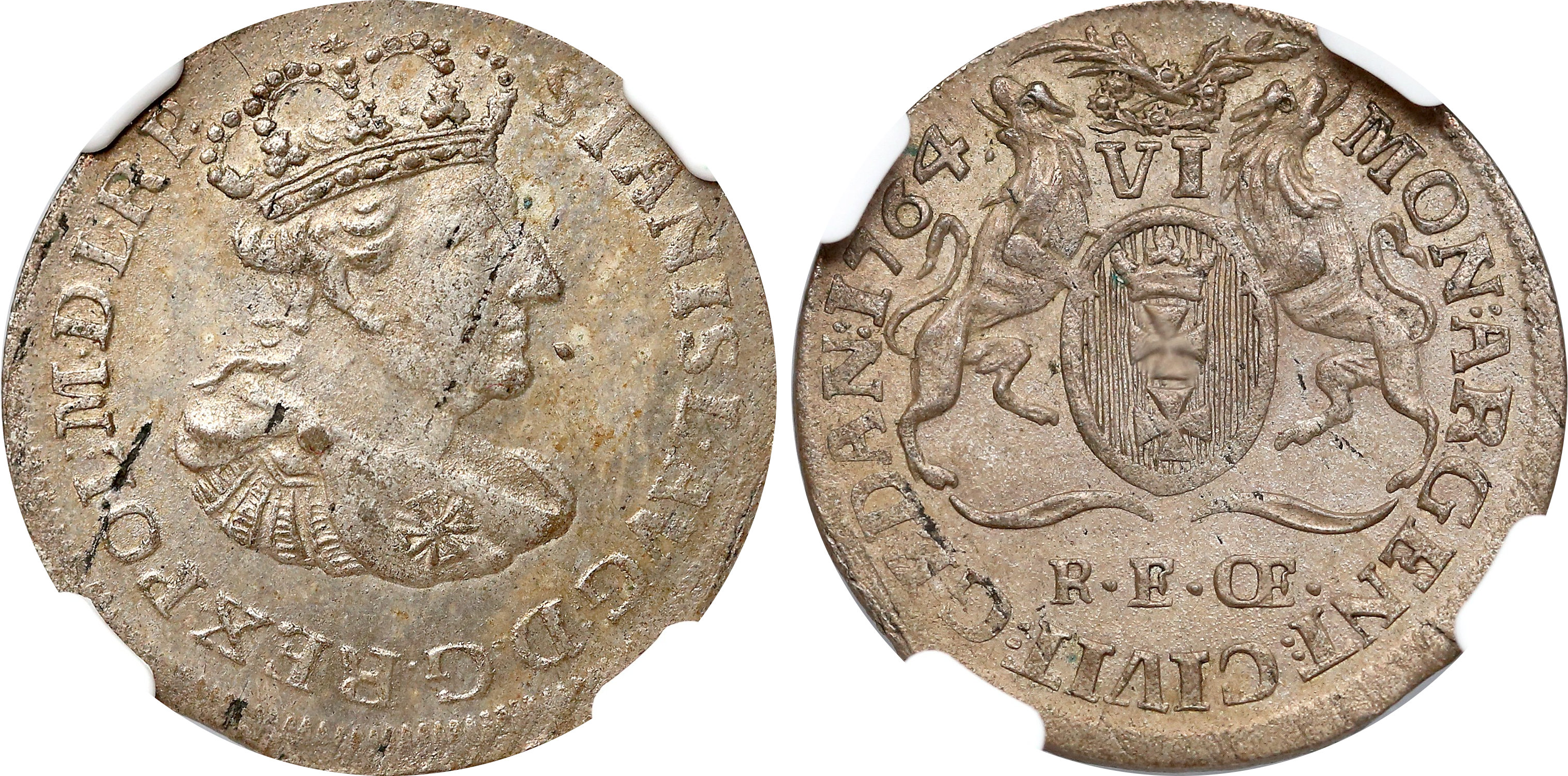
Szóstak miejski Gdańska (1764)

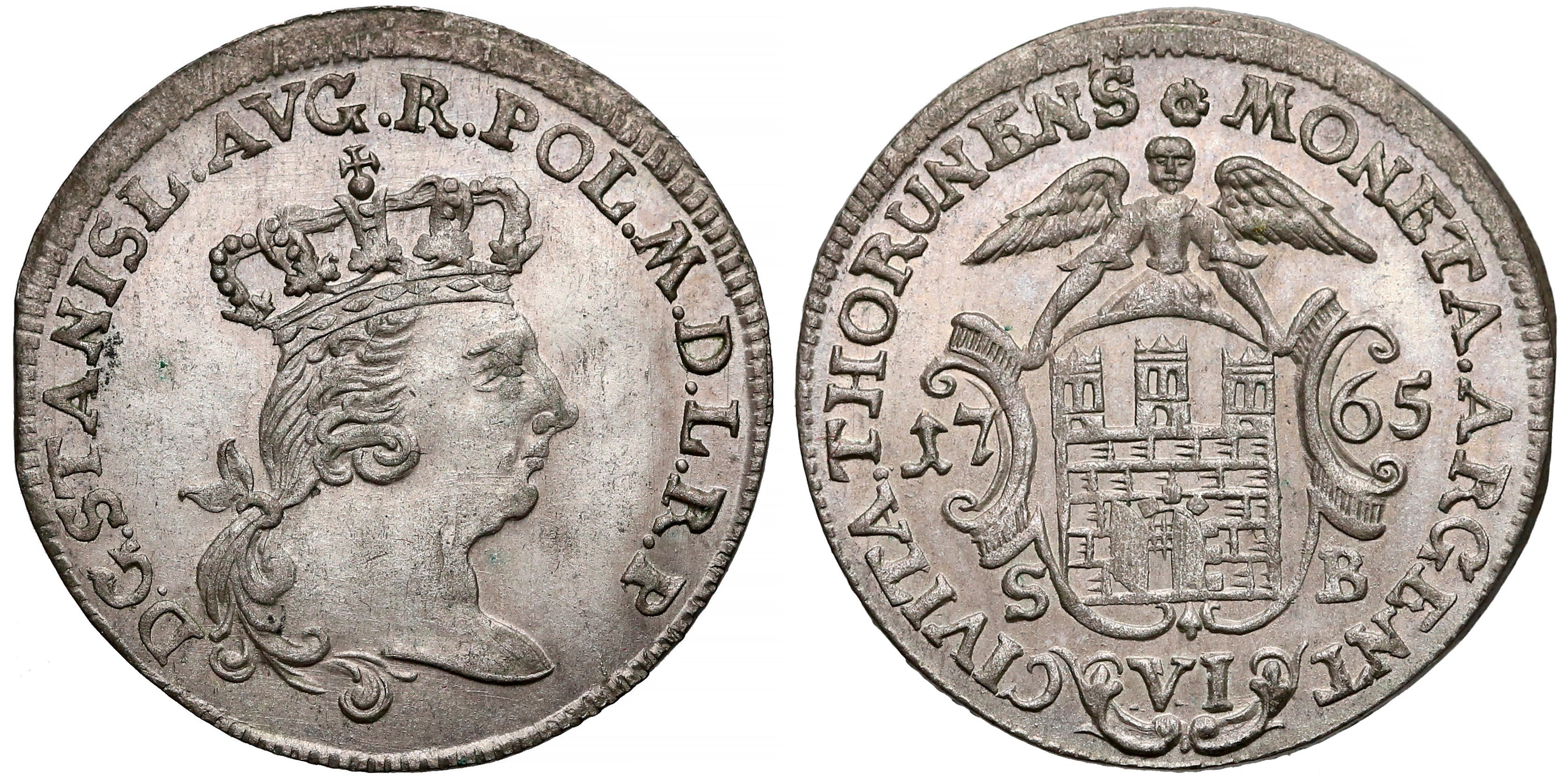
Szóstak miejski Torunia (1765)

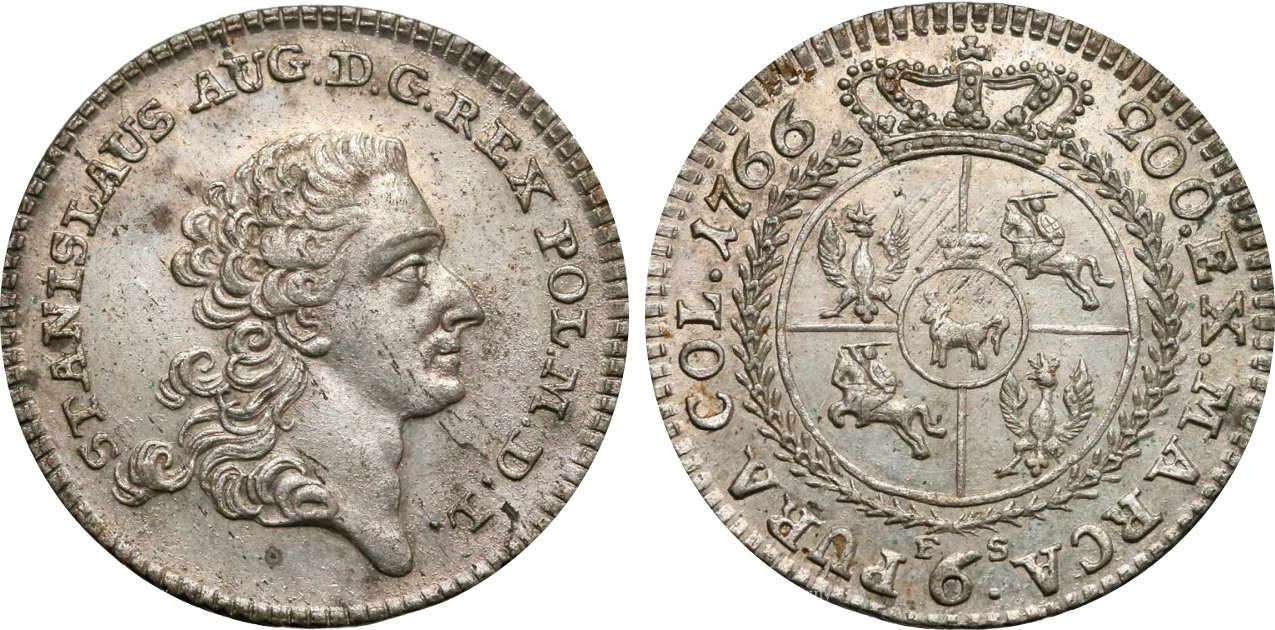
Próbny szóstak koronny (1766)

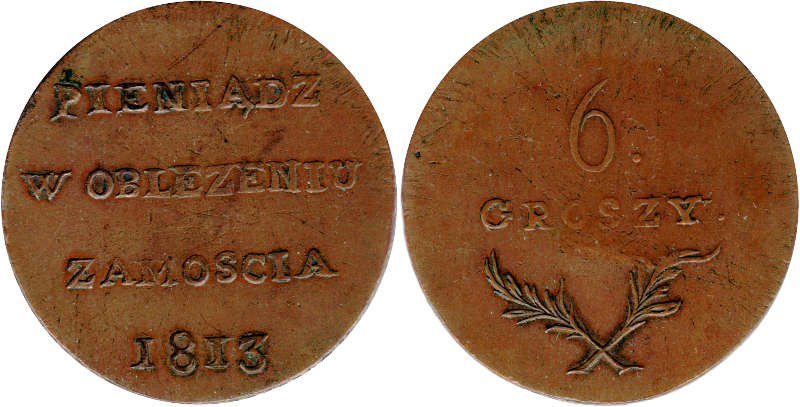
Ostatni szóstak ziem polskich (1813)

Szóstak – srebrna, w XIX w. miedziana, moneta o wartości 6 groszy bita na ziemiach polskich od 1528 r., wprowadzona w wyniku reformy monetarnej Zygmunta I Starego jako tzw. grosze poszóstne.
Pierwsze szóstaki były emitowane przez mennicę koronną w Krakowie w latach 1528–1529 (masa 12,35 grama srebra próby 375). Po roku 1529 produkcję szóstaków przeniesiono do mennicy polsko-pruskiej w Toruniu.
Pewną liczbę szóstaków na stopę krakowską wypuścił Zygmunt II August w 1547 r., zanim objął jeszcze tron polski. Monety te były znacznie lżejsze – 5,34 grama, ale ze srebra o dużo wyższej próbie – 875. W 1562 r. władca wypuścił też partię szóstaków o masie 14,65 grama srebra próby 344.
Również za Stefana Batorego mennica wileńska emitowała grosze poszóstne (roczniki 1581 oraz 1586) – masa 4,88 grama srebra próby 844.
Wszystkie powyższe emisje miały jednak ograniczony charakter. Szersze upowszechnienie szóstaka nastąpiło dopiero w okresie Zygmunta III Wazy. 
Szóstak kilkakrotnie zmieniał wartość w okresie zaburzeń monetarnych końca XVI i początku XVII w.:
- w 1604 r. zdewaluowano go o prawie 10%,
- w 1614 r. – o dalsze 12,5%,
- wreszcie w 1623 r. nastąpiła stabilizacja na poziomie 4,04 grama srebra próby 453.

Za panowania Władysława IV szóstaków nie bito.
Jan Kazimierz powrócił do produkcji szóstaków po przeprowadzeniu swojej reformy monetarnej. W 1656 r. podjęto szeroko zakrojoną produkcję w Koronie (Kraków, Bydgoszcz, Wschowa, Lwów), a od 1664 r. – na Litwie.
Za panowania Jana III Sobieskiego szóstaki były najpopularniejszym gatunkiem monety.
Bez tytułu prawnego szóstaki bił w Lipsku August II Mocny.
Groszem poszóstnym był też osławiony „ludu płacz”, czyli moneta używana przez podskarbiego Ludwika Pocieja do opłacania stronników Sasów działających w Wielkim Księstwie Litewskim.
Również bez tytułu prawnego w latach 1753–1756 szóstaki z mennicy lipskiej wypuszczał August III. Dopiero ordynacja z 10 listopada 1760 r. zezwalała na legalna emisję szóstaków o masie 2,936 grama srebra próby 312.
Szóstaki biły miejskie mennice Gdańska i Torunia w początkowych latach panowania Stanisława Augusta Poniatowskiego (1764–1765). Ostatnia emisja państwowa miała miejsce w latach 1794–1795. Były to monety o masie 1,6 grama srebra próby 200.
Ostatnim szóstakiem dla ziem polskich było miedziane 6 groszy 1813 wybite podczas oblężenia Zamościa przez wojska rosyjskie.
Na przestrzeni całego okresu 1528–1813 szóstaki były bite:
- w Toruniu, w mennicy ziem pruskich, w latach 1528, 1530, 1532, 1534–35, 1762–63, 1765
- w Gdańsku, w mennicy miejskiej, w latach 1535, 1539, 1760–63, 1764–65
- w Elblągu, w mennicy miejskiej, w latach 1535–36, 1762–63
- w Wilnie, w latach 1547, 1585, 1652, 1664–66, 1668
- we Wschowie, w latach 1595, 1597, 1650
- w Bydgoszczy, w latach 1596, 1600-01, 1603, 1635, 1651, 1660–68, 1677-81, 1683–84, 1686–87
- w Malborku, w latach 1596, 1599–1601
- w Lublinie, w latach 1595–96
- w Krakowie, w latach 1623–27, 1650, 1656, 1680–85
- w Poznaniu, w latach 1651, 1661–62
- we Lwowie, w latach 1656, 1660–62
- w Lipsku, w latach 1698, 1702, 1704, 1706, 1753–56
- w Grodnie, w latach 1706–07
- w Warszawie, w latach 1766, 1794–95
- w Zamościu w 1813 r[3].